# Handlebar back rest
Een handlebar back rest is een set steunen om het stuur van een motorfiets naar achteren te verplaatsen om te voorkomen dat de stuuruitslag te klein wordt bij montage van een stroomlijnkuip.